# كاساس ديل بويرتو
بلدية كأساس ديل بويرتو (بالإسبانية: Casas del Puerto) هي بلدية تقع في مقاطعة آبلة التابعة لمنطقة قشتالة وليون وسط إسبانيا.

## الديموغرافيا
يبلغ عدد سكان بلدية كأساس ديل بويرتو 112 نسمة عام 2011 (وفقاً للمعهد الوطني للإحصاء الإسباني).
| 111 | 104 | 111 | 108 | 100 | 118 | 112 |